# Интеркосмос
„Интеркосмос“ е международна космическа програма на СССР, която дава възможност на страните от Организацията на Варшавския договор, после и на останалите членки на Съвета за икономическа взаимопомощ и на други държави, да участват в пилотирани и непилотирани мисии в космоса. 
Първата група космонавти е избрана на 25 ноември 1976 г.  Втората група, включваща българските космонавти Георги Иванов и Александър Александров, е избрана на 1 март 1978 г.
„Интеркосмос“ изпраща 14 космонавти в космоса с помощта на космическите кораби Союз за периода 1978 – 1988 г. По тази програма в космоса е изпратен първият космонавт, който не е гражданин на САЩ или СССР – Владимир Ремек от Чехословакия, първият чернокож и латиноамериканец – Арналдо Мендес от Куба, както и първият азиатец – Фам Туан от Виетнам. 
От всички държави само Народна република България изпраща 2 космонавти в космоса. „Интеркосмос-България-1300“, в рамките на програмата, е първият български спътник. Само участвалите в програмата България и Социалистическа република Румъния са изпращали свой космонавт на Балканите.

## Пилотирани мисии
| Дата              | Снимка | Космонавт              | Дублиращ космонавт     | Държава      | Мисия     | Емблема |
| ----------------- | ------ | ---------------------- | ---------------------- | ------------ | --------- | ------- |
| 3 февруари 1978   |        | Владимир Ремек         | Олдрих Пелчак          | Чехословакия | Союз-28   |         |
| 27 юни 1978       |        | Мирослав Хермашевски   | Зенон Янковски         | Полша        | Союз-30   |         |
| 26 август 1978    |        | Зигмунд Йен            | Еберхард Кьолнер       | ГДР          | Союз-31   |         |
| 10 април 1979     |        | Георги Иванов          | Александър Александров | НРБ          | Союз-33   |         |
| 26 май 1980       |        | Берталан Фаркаш        | Бела Магияри           | Унгария      | Союз-36   |         |
| 23 юли 1980       |        | Фам Туан               | Туан Лием Буи          | Виетнам      | Союз-37   |         |
| 18 септември 1980 |        | Арналдо Мендес         | Хосе Фалкон            | Куба         | Союз-38   |         |
| 23 март 1981      |        | Жугдердемидийн Гурагча | Майдаржавин Ганзориг   | Монголия     | Союз-39   |         |
| 14 май 1981       |        | Думитру Прунариу       | Думитру Дедиу          | Румъния      | Союз-40   |         |
| 24 юни 1982       |        | Жан-Лу Кретиен         | Патрик Бодри           | Франция      | Союз Т-6  |         |
| 2 април 1984      |        | Ракеш Шарма            | Равиш Малотра          | Индия        | Союз Т-11 |         |
| 22 юли 1987       |        | Мохамед Фарис          | Мунир Хабиб            | Сирия        | Союз ТМ-3 |         |
| 6 юли 1988        |        | Александър Александров | Красимир Стоянов       | НРБ          | Союз ТМ-5 |         |
| 29 август 1988    |        | Абдул Мохманд          | Мохамад Масум          | Афганистан   | Союз ТМ-6 |         |